# Werner Knackmuß
Werner Ludwig Richard Knackmuß (* 8. Mai 1908 in Berlin; † 13. Oktober 1964 in Hildburghausen) war ein deutscher Maler und Grafiker in der DDR und vormaliger nationalsozialistischer Journalist.

## Leben und Werk
Knackmuß studierte in Paris Germanistik und Romanistik und arbeitete dann in Berlin als Redakteur. In der Zeit des Nationalsozialismus war er Mitglied der Reichspressekammer. Das Adressbuch nannte ihn 1943 als Schriftleiter in der Wisbyer Straße 59. Knackmuß beteiligte sich als Journalist an der nationalsozialistischen Propaganda. U. a. wirkte er 1936 im Zuge der Vorbereitung der Olympischen Spiele in Berlin an Publikationen der Zeitschrift Freude und Arbeit und des Berliner Verlags H. A. Braun & Co. mit. Im selben Jahr veröffentlicht er zu einem Schülerwettbewerb des NS-Lehrerbunds „Was sind wir? Pimpfe! Was wollen wir werden? Soldaten!“ und in der Zeitschrift Gesundheit und Erziehung den Essay „Die Erziehung der Jugend zur olympischen Idee eine nationale Aufgabe“. 
Knackmuß nahm dann als Soldat der Wehrmacht, wohl als Kriegsberichterstatter, am Zweiten Weltkrieg teil und kam 1945 nach Eishausen. Dort und später in Hildburghausen arbeitete er als freischaffender Maler. Zum Lebensunterhalt betätigte er sich u. a. als Illustrator einiger Bücher und machte gebrauchsgrafische Arbeiten wie Plakate und Kartenspiele. Für das Sinfonieorchester Suhl gestaltete er Konzertpläne und Programmhefte. 1956 schuf er mit Franz Reiß als Auftragsarbeit für das Berliner Museum für Deutsche Geschichte eine Darstellung des Crimmitschauer Streiks der Textilarbeiter (Öl, 66 × 86 cm; Deutsches Historisches Museum). Daneben machte er Gemälde, Aquarelle, Zeichnungen und Grafiken mit Motiven seiner Thüringer Heimat und ihrer Menschen und von Reisen nach Moskau und in das sowjetische Mittelasien.
1951/1952 war Knackmuß in Berlin in der Ausstellung Künstler schaffen für den Frieden mit zwei Kohlezeichnungen Mutter und Kind vertreten.
Knackmuß schied durch Suizid aus dem Leben.
Er wird in Eisolds Lexikon Künstler in der DDR nicht erwähnt, war aber wohl Mitglied des Verbands Bildender Künstler der DDR.

## Weitere Werke (Auswahl)

### Malerei und Zeichenkunst
- Djamila mahnt (vor 1961, Rohrfeder, Tusche)
- Peachmann und der Bettler (Pastell, 93 × 56 cm; Meininger Museen)[4]
- Aus dem Leben der Gewerkschaft (1962; Wandbild in der Eingangshalle des damaligen Hauses der Gewerkschaften in Suhl; mit Franz Reiß)

### Buchillustrationen
- Gerda und Peter Zimmermann: Wir bitten zu Tisch. Ein Kinderkochbuch mit vielen Rezepten und lustigen Bildern. Verlag Rudolf Forkel KG, Pößneck 1960
- Große Tiere im schönen Dorf. Ein Bilder- und Beschäftigungsbuch. Verlag Rudolf Forkel KG, Pößneck 1961
- Der stolze Schmetterling. Die schönsten Fabeln aus aller Welt. Verlag Rudolf Forkel KG, Pößneck 1963
- Leben ist ein Befehl. Eine Anthologie junger Autoren. Arbeitsgemeinschaft junger Autoren des Bezirks Suhl 1955
- Walter Werner: Bann’s Herz mitschreibt. Mundartgedichte ernst und heiter. Rat des Bezirkes Suhl, Abt. Kultur, 1963

## Weblink
- http://frankenland.franconica.uni-wuerzburg.de/login/data/1967_153.pdf